# Eoscarta rana
Eoscarta rana är en insektsart som beskrevs av William Lucas Distant 1909. Eoscarta rana ingår i släktet Eoscarta och familjen spottstritar. Inga underarter finns listade i Catalogue of Life.